# کلورندیک اسید
کلورندیک اسید (به انگلیسی: Chlorendic acid) با فرمول شیمیایی C9H4Cl6O4 یک ترکیب شیمیایی با شناسه پاب‌کم 6372 است. که جرم مولی آن ۳۸۸٫۸۴۳۶۶ گرم بر مول می‌باشد. 